# MS Cap San Diego
Le MS Cap San Diego est un cargo, le dernier d'une série de six navires de classe Cap San (de) connus sous le nom de Die weißen Schwäne des Südatlantik (Cygnes blancs de l'Atlantique Sud). Ceux-ci ont été l'apogée des cargos construits en Allemagne avant l'avènement du porte-conteneurs et le déclin de l'industrie lourde allemande. Il est désormais un navire musée du port de Hambourg.
Il est classé monument historique de Hambourg .

## Historique
Le Cap San Diego a été construit et lancé par Deutsche Werft en 1961 pour la compagnie maritime Hamburg Süd comme le dernier d'une série de six navires. Les cinq autres se nommaient Cap San Nicolas, Cap San Marco, Cap San Lorenzo, Cap San Augustin et Cap San Antonio.
Le navire a fonctionné régulièrement entre l'Allemagne et l'Amérique du Sud, effectuant 120 allers-retours jusqu'en 1981. Après avoir été vendu et fonctionné sous différents noms et sous pavillon espagnol et aussi sous pavillon de complaisance en tramping, le navire en mauvais état devait être mis au rebut en 1986, mais a été acheté par la ville de Hambourg.

### Préservation
Le navire a été restauré principalement grâce au travail de passionnés et de dockers licenciés, et il est toujours maintenu opérationnel. La plupart du temps, le Cap San Diego est amarré au port de Hambourg, où les visiteurs peuvent accéder à pratiquement toutes les zones du navire, du pont au moteur . Il est le plus grand cargo navire musée en état de marche au monde 
L'une des cales accueille des expositions temporaires. Les cabines passagers peuvent être réservées pour les nuitées. Plusieurs fois par an, le navire quitte le port pour des croisières privées, principalement sur l'Elbe ou à Cuxhaven. En 2001, le navire a reçu le prix du patrimoine maritime du World Ship Trust et, en 2003, il a été déclaré élément protégé du patrimoine culturel par la loi de Hambourg.
Le navire participe à la longue nuit européenne des musées de Hambourg .

## Galerie

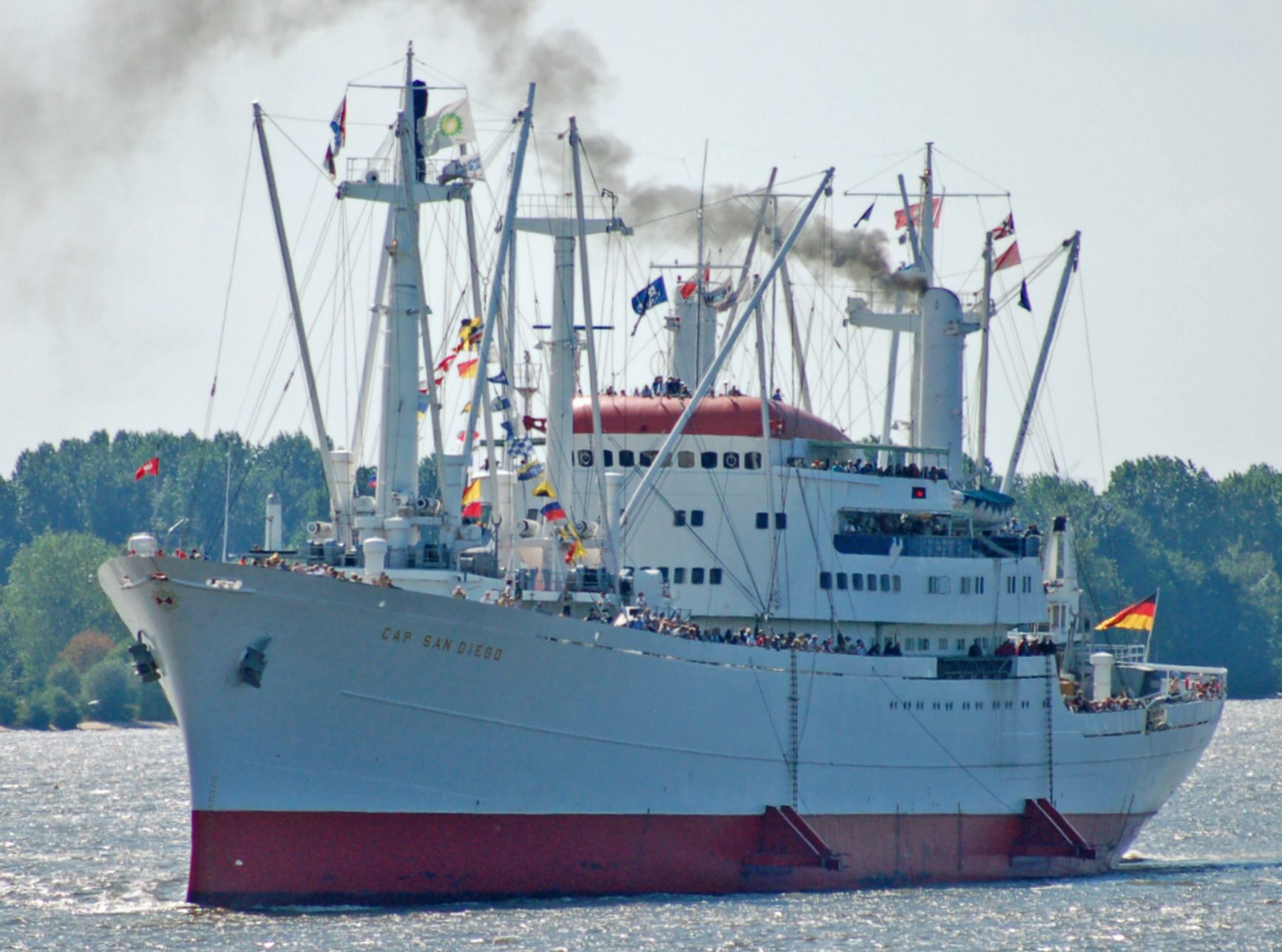
Cap San Diego à Hambourg
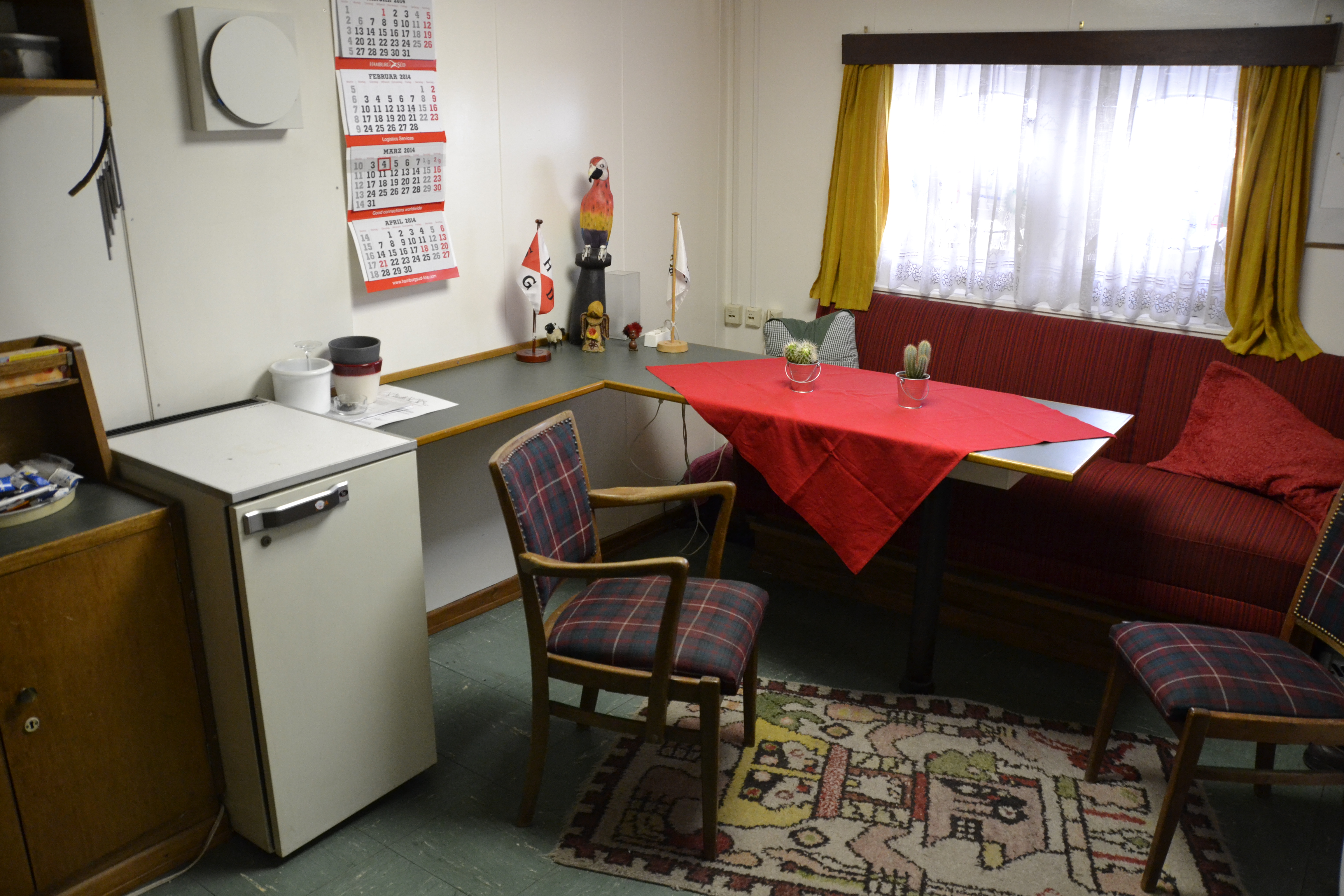
Cabine
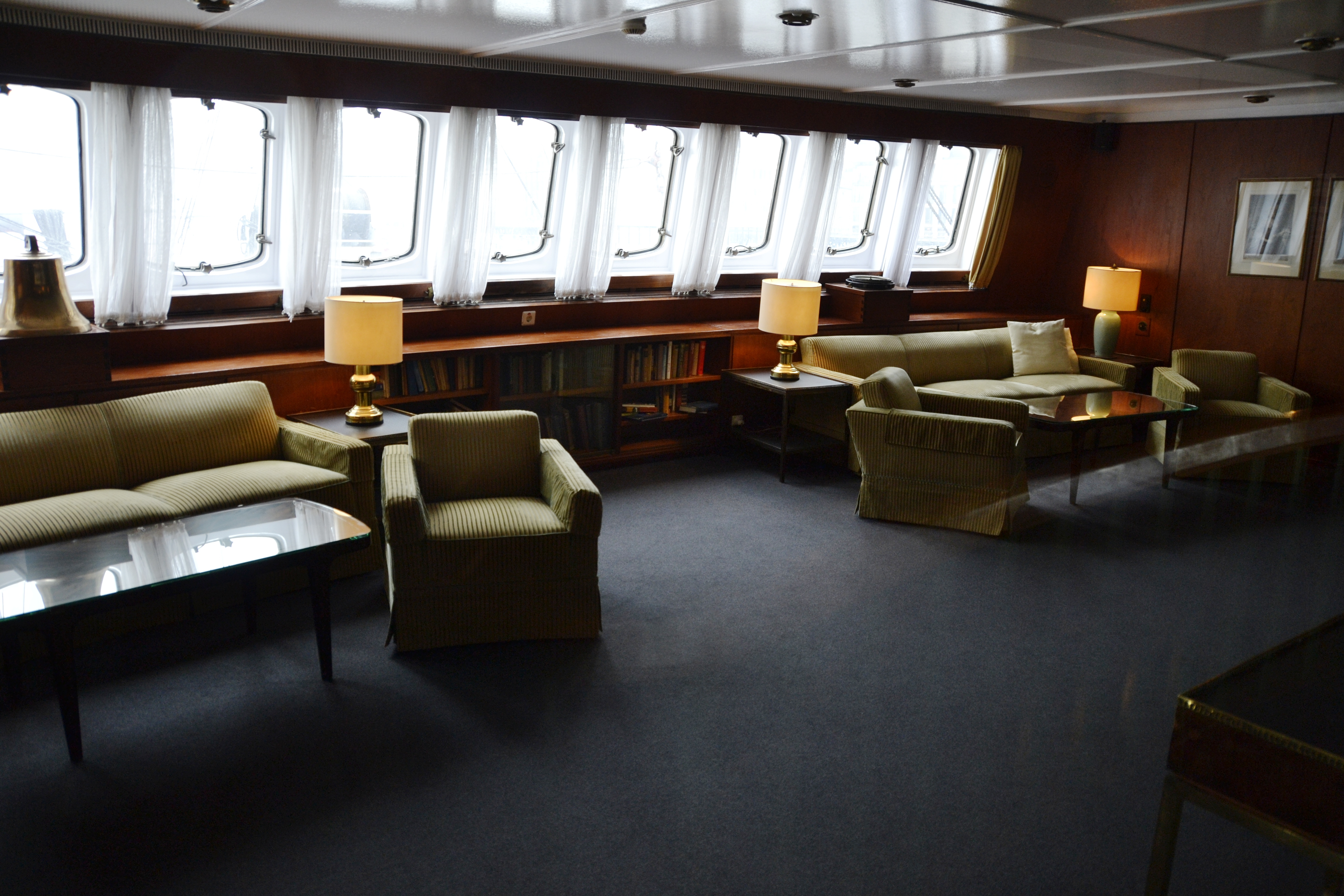
Salon
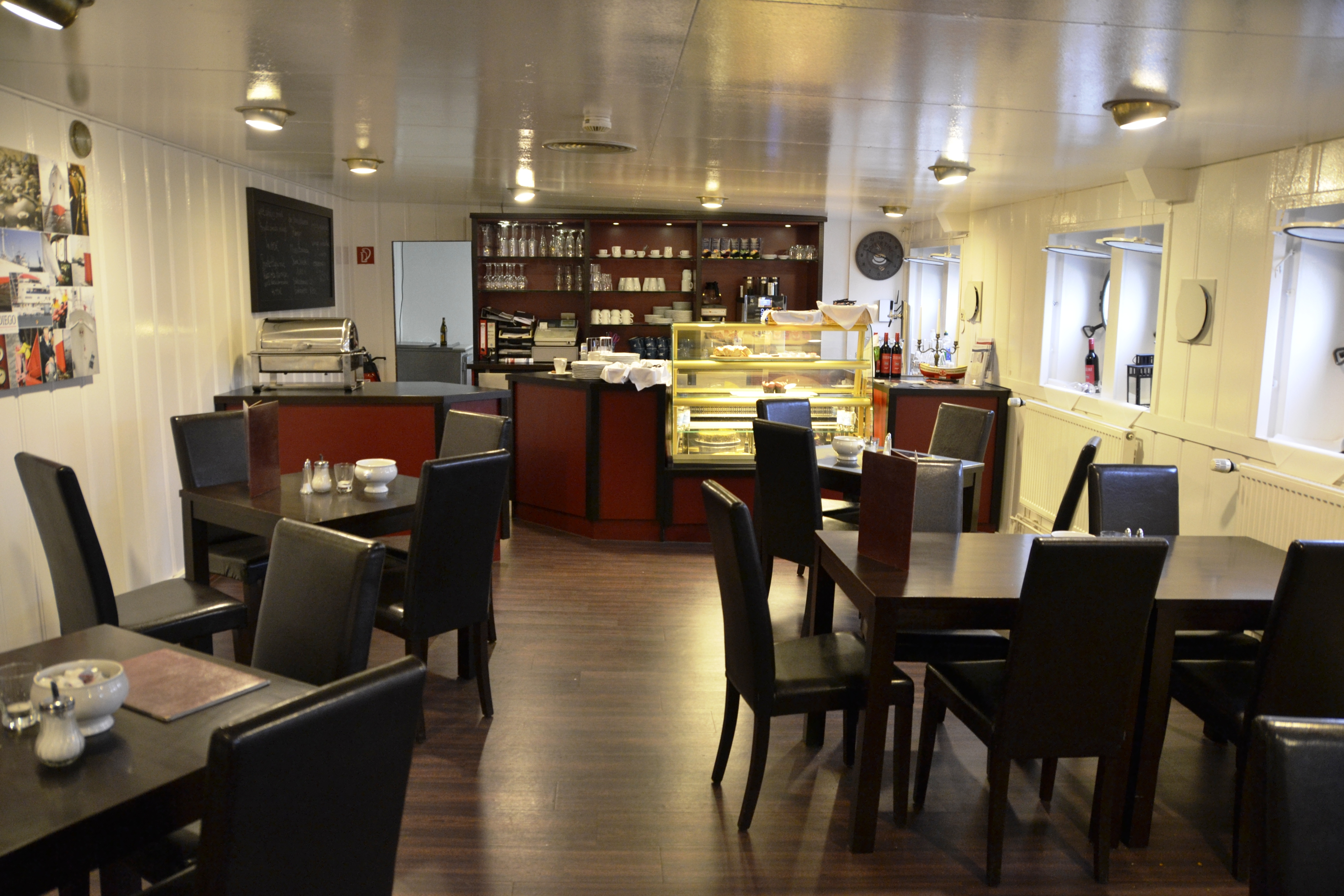
Bar